# Surabaya (Tiga Dihaji)
Surabaya is een bestuurslaag in het regentschap Ogan Komering Ulu Selatan van de provincie Zuid-Sumatra, Indonesië. Surabaya telt 559 inwoners (volkstelling 2010).